# Індепенденс (Міссурі)
Індепенденс (англ. Independence) — місто (англ. city) в США, в окрузі Джексон штату Міссурі. Населення — 123 011 особа (2020). Четверте за розміром у штаті. Тут провів більшу частину життя 33-й Президент США Гаррі Трумен, також у місті розташовані могили його його дружини; місце зародження Руху святих останніх днів.
Індепенденс розташоване у західній частині штату, на березі річки Міссурі. Більша частина міста розташована в окрузі Джексон, менша — в окрузі Клей. Індепенденс — місто-супутник Канзас-Сіті та частина конурбації Канзас-Сіті. Місто часто називають — «Королівським містом Шляхів», оскільки через нього проходять Каліфорнійський і Орегонський Шляхи, Шлях Санта-Фе.

## Географія
Індепенденс розташований за координатами 39°5′7″ пн. ш. 94°21′5″ зх. д. / 39.08528° пн. ш. 94.35139° зх. д. (39.085258, -94.351292).  За даними Бюро перепису населення США в 2010 році місто мало площу 202,66 км², з яких 200,90 км² — суходіл та 1,76 км² — водойми.

### Клімат
| Клімат : Індепенденс  | Клімат : Індепенденс | Клімат : Індепенденс | Клімат : Індепенденс | Клімат : Індепенденс | Клімат : Індепенденс | Клімат : Індепенденс | Клімат : Індепенденс | Клімат : Індепенденс | Клімат : Індепенденс | Клімат : Індепенденс | Клімат : Індепенденс | Клімат : Індепенденс | Клімат : Індепенденс |
| Показник              | Січ.                 | Лют.                 | Бер.                 | Квіт.                | Трав.                | Черв.                | Лип.                 | Серп.                | Вер.                 | Жовт.                | Лист.                | Груд.                | Рік                  |
| Середній максимум, °C | 2,2                  | 6,1                  | 12,2                 | 17,8                 | 23,3                 | 28,3                 | 30,6                 | 30,6                 | 26,1                 | 19,4                 | 11,1                 | 4,4                  | 17,7                 |
| Середній мінімум, °C  | −8,3                 | −5                   | −0,6                 | 5,6                  | 11,1                 | 16,7                 | 19,4                 | 18,3                 | 13,3                 | 7,8                  | 0,6                  | −5                   | 6,2                  |
| Норма опадів, мм      | 36                   | 40                   | 75                   | 105                  | 129                  | 131                  | 117                  | 120                  | 130                  | 86                   | 77                   | 50                   | 1096                 |
| --------------------- | -------------------- | -------------------- | -------------------- | -------------------- | -------------------- | -------------------- | -------------------- | -------------------- | -------------------- | -------------------- | -------------------- | -------------------- | -------------------- |

## Демографія
Згідно з переписом 2010 року, у місті мешкало 116 830 осіб у 48 742 домогосподарствах у складі 30 165 родин. Густота населення становила 576 осіб/км².  Було 53834 помешкання (266/км²).
Расовий склад населення:
| - 85,7 % — білих - 5,6 % — чорних або афроамериканців - 1,0 % — азіатів - 0,7 % — вихідців з тихоокеанських островів - 0,6 % — корінних американців - 3,2 % — осіб інших рас |

До двох чи більше рас належало 3,2 %. Частка іспаномовних становила 7,7 % від усіх жителів.
За віковим діапазоном населення розподілялося таким чином: 23,0 % — особи молодші 18 років, 60,9 % — особи у віці 18—64 років, 16,1 % — особи у віці 65 років та старші. Медіана віку мешканця становила 39,4 року. На 100 осіб жіночої статі у місті припадало 92,4 чоловіків;  на 100 жінок у віці від 18 років та старших — 89,2 чоловіків також старших 18 років.
Середній дохід на одне домашнє господарство  становив 54 990 доларів США (медіана — 43 472), а середній дохід на одну сім'ю — 65 727 доларів (медіана — 55 637). Медіана доходів становила 41 664 долари для чоловіків та 34 467 доларів для жінок. За межею бідності перебувало 17,9 % осіб, у тому числі 29,2 % дітей у віці до 18 років та 6,9 % осіб у віці 65 років та старших.
Цивільне працевлаштоване населення становило 52 312 особи. Основні галузі зайнятості: освіта, охорона здоров'я та соціальна допомога — 20,9 %, роздрібна торгівля — 12,7 %, виробництво — 11,3 %.

## Установи
Вищі школи
- Fort Osage High School
- Truman High School[en]
- Van Horn High School
- William Chrisman High School
- St. Mary's High School[en]
- Center Place Restoration School[8]

Коледжі та університети
- Metropolitan Community College[en]
- Graceland University

Бібліотеки
- Midwest Genealogy Center[9]
- The Center for the Study of the Korean War[10]
- Merrill J. Mattes Research Library[11]
- Harry S. Truman Presidential Library and Museum  (див. Тж. підрозділ «Музеї»)
- Jackson County Historical Society Archives & Research Library[12]
- Mid-Continent Public Library
- Kansas City Public Library

Газети
- The Examiner[en]
- The Kansas City Star

Музеї
- Harry S. Truman Presidential Library and Museum  (див. тж. підрозділ «Бібліотеки»)
- Harry S Truman Home National Historic Site[13]
- National Frontier Trails Museum[14]
- Leila' s Hair Museum [15]
- Puppetry Arts Institute[16]
- Bingham-Waggoner Estate[17]
- Vaile Mansion[18]
- Community of Christ International Headquarters[19]
- LDS Visitors Center[en]

Лікарні
- Centerpoint Medical Center

Транспорт
- Станція Амтрак[en]
- Kansas City Area Transportation Authority

## Персоналії
- Джинджер Роджерс (1911-1995) — американська кіноактриса, танцівниця і співачка.

## Міста-побратими
- Хіґасі-Мураяма, Японія